# ひうち灘歴史文化道
ひうち灘歴史文化道（ひうちなだれきしぶんかどう）は、四国歴史文化道に指定されている愛媛県と香川県の観光モデル地域。西条市と新居浜市と四国中央市と観音寺市と三豊市が対象。テーマは「祭りと近代産業遺産を辿る道」。

## 名所
| 名所                 | 位置                     | 語り部 | 備考 |
| -------------------- | ------------------------ | ------ | --- |
| 西条祭り             | 西条市内                 |        | もともとは石岡神社、伊曽乃神社、飯積神社の三神社の祭礼を指していたが、近年、嘉母神社の祭礼もこれに含めるようになった。特にことわらずに「西条祭り」という場合、祭礼の規模が一番大きい伊曽乃神社の祭礼を指す事が多い。120台あまりのだんじりや神輿、太鼓台が勇壮に街を練り歩く。 |
| 伊曽乃神社           | 西条市中野甲1649         |        | 「磯野」と表記されることもある。延喜式神名帳では名神大社に列し、旧社格は国幣中社である。 |
| 西条藩陣屋敷         | 西条市明屋敷237-1        |        | 一柳氏が西条藩主となり、二代直重が陣屋を築造し城下町が開かれた。 |
| 西条市こどもの国     | 西条市明屋敷131-2        |        | 西条まつりの模様などの上映やだんじりの実物も展示。プラネタリウム館もある。 |
| 石鎚神社             | 西条市西田甲797          |        | 西日本最高峰の石鎚山の神を祭った神社。 |
| 新居浜太鼓祭り       | 新居浜市内               |        | 毎年10月16-18日に開催される。男祭りの異名を持ち、太鼓台の豪快なかき比べが行われる。 |
| 広瀬歴史記念館       | 新居浜市上原2-10-42      |        | 明治時代に別子銅山近代化の基礎を築いた住友家初代総理事広瀬宰平に関する記念館。 |
| 別子銅山記念館       | 新居浜市角野新田町3-13   |        | 銅山を経営する住友家の歴史や坑内用の道具を展示。 |
| マイントピア別子     | 新居浜市立川町707-3      |        | 日本初の鉱山鉄道や昔の採掘の様子などを再現している。 |
| 愛媛県総合科学博物館 | 新居浜市大生院2133-2     |        | 銅山や製紙など地域産業に関わる資料の展示がされている。 |
| 紙のまち資料館       | 四国中央市川之江町4069-1 |        | 紙の生産工程を紹介しており、紙すき体験もできる。 |
| 川之江城             | 四国中央市川之江町1087-4 |        | 川之江の鷲尾山山頂に位置した川之江城は、南北朝時代から戦国時代にかけての城であり、別名仏殿城といわれるように本来は仏閣であった。 |
| 豊浜ちょうさ祭       | 観音寺市豊浜町内         |        | 金糸銀糸の刺繍で飾られた20台を超えるちょうさ（太鼓台）を引いて町内を練り歩く。 |
| ちょうさ会館         | 観音寺市豊浜町姫浜982-1  |        | 実物のちょうさが展示されている。 |
| 豊稔池ダム           | 観音寺市大野原町田野々   |        | 日本最古の石積みアーチダム。 |
| 寛永通宝銭形         | 観音寺市有明町           |        | 江戸時代、藩主の領内巡視を歓迎して一夜で掘り上げられた巨大な寛永通宝銭形の砂絵。 |
| 観音寺               | 観音寺市八幡町1-2-7      |        | 金堂が重要文化財。 |
| 一夜庵               | 観音寺市八幡町2-7-2      |        | 俳諧の祖山崎宗鑑が京都から移り住んだ庵。 |
| 本山寺               | 三豊市豊中町本山甲1445   |        | 本尊は馬頭観音菩薩。四国八十八箇所霊場第七十番札所。 |